# Mac OS X v10.2
Mac OS X 10.2 “Jaguar” 是蘋果為 Mac 產品所製作的作業系統的第三個版本。它取代了Mac OS X Puma，后又被Mac OS X Panther所取代。 这个操作系统最初于2002年8月23日发布，售价分为79美金的单一使用者版或119美金的家庭版（五个使用者，一个户口）。該操作系统逐渐被MAC使用者广泛接受，并在系统稳定，速度提高以及图形和应用程序指令方面都前进了一大步。; 然而，许多评论家仍然声称其存在大量用户界面的反应速度问题，操作系统制度仍不够成熟，这导致用户會觉得使用很别扭。

## 系统要求
- 支持的电脑:PowerMac G3, G4,较早的PowerMac G5, iMac, eMac, PowerBook G3 或者 G4,以及 iBook 电脑
- 内存容量的要求:128MB(虽然为了更好的操作体验，Mac OS X v10.2.8的用户强烈推荐256MB或512MB的内存。因为当仅仅只有操作系统在运行的时候，它所占用的内存是200MB,但它也能在只占用96 MB的情况下运行。)
- 处理器类型: PowerPC G3, G4 或 G5 在233 MHz或更高的频率下运行。

## 新特性
Mac OS v10.2 Jaguar 有多种新特性，包括：
- Address Book – 在改进了的Address Book中新增了一个全系统的联络资料储藏空间。
- Bonjour – Bonjour (前身是Rendezvous)是苹果新实施的IETF的开放协议(Zeroconf)它允许电脑通过网络目录列表服务“发现”联网的设备。比如说一个联网且支持Bonjour的打印机可以在没有进行用户设置的情况下“发现”并且连接一部支持Bonjour的电脑。这项技术现在被用于iTunes音乐共享和iChat。
- CUPS (Common Unix Printing System),為Unix-like 操作系统提供的打印模块。
- Finder – 更新的搜索，它可以将搜索直接内建于每一个窗口。
- Mail – 一种自适应垃圾邮件过滤器。
- 對微软Windows网络的支持 – 增加了捷豹所支持的网络。苹果增加了许多对微软Windows的网络和微软Windows共享协议的支持。其中包括对新的Samba工具,新的打印协议的支持。
- Quartz Extreme – Quartz Extreme是为显卡直接合成图形（不需要软件合成图形接口）而新增的程序。这项技术将3D图形界面绘制任务分配给空闲的图形处理部件,而不是给cpu。总的来说, 这项技术改善了用户界面的相应速度，并极大的提高了整个系统的速度。
- Sherlock 3 – Web服务(见Watson)
- Universal Access – 增加了几十个新的功能。
- 增快了整个系统的速度
- 文件日志系统 (于10.2.3版首次加入,后于10.2.x版正式提供给用户使用)
- iTunes 更改了logo。

### Jaguar中的新程序
- iChat – 一个苹果开发，并支持第三方软件（如AOL Instant Messenger）的即时通讯客户端。
- Inkwell,一个有手写识别的软件。

## 版本历史
| Mac OS X 版本 | 建造編號 | 发布日期       |
| ------------- | -------- | -------------- |
| 10.2.0        | 6C115    | 2002年8月23日  |
| 10.2.1        | 6D52     | 2002年9月18日  |
| 10.2.2        | 6F21     | 2002年11月11日 |
| 10.2.3        | 6G30     | 2002年12月19日 |
| 10.2.4        | 6I32     | 2003年2月13日  |
| 10.2.5        | 6L29     | 2003年4月10日  |
| 10.2.6        | 6L60     | 2003年5月6日   |
| 10.2.7        | 6R65     | 2003年9月22日  |
| 10.2.8        | 6R73     | 2003年10月3日  |